# Las Hamacas
Las Hamacas är en ort i Mexiko.   Den ligger i kommunen Cuetzalan del Progreso och delstaten Puebla, i den sydöstra delen av landet, 190 km öster om huvudstaden Mexico City. Las Hamacas ligger 278 meter över havet och antalet invånare är 245.
Terrängen runt Las Hamacas är lite bergig. Runt Las Hamacas är det ganska tätbefolkat, med 134 invånare per kvadratkilometer. Närmaste större samhälle är Ciudad de Cuetzalan, 7,7 km väster om Las Hamacas. I omgivningarna runt Las Hamacas växer i huvudsak städsegrön lövskog.